# Scarlett Estevez
Scarlett Estevez (Los Angeles, 2007. december 4. –) amerikai színésznő.
Legismertebb alakítása Megan a 2015-ös  Megjött apuci! és a 2017-es Megjött apuci 2. című filmekben. A Lucifer az Újvilágban című sorozatban is szerepelt.

## Élete és pályafutása
Szülei Samantha és Anthony Estevez. Három éves korában volt az első szerepe egy reklámban. Liza Weil színésznő unokahúga.
Első filmszerepe 2013-ban volt a Varázs karkötő című filmben. Később megjelent az And Then There Was You című filmben.
2015-ben szerepelt a Megjött apuci! című filmben és a folytatásában.
2015 márciusában megkapta Trixie Espinoza szerepét a Fox Lucifer az Újvilágban című sorozatában. 2019-ben szerepelt a Disney Channel Kikiwaka tábor című sorozatában. 2020 júniusában kiderült, hogy visszatér Lucifer az Újvilágban című sorozat utolsó évadába.

## Filmográfia

### Filmek
| Év   | Magyar cím       | Eredeti cím                                    | Szerep       | Magyar hang             |
| ---- | ---------------- | ---------------------------------------------- | ------------ | ----------------------- |
| 2013 |                  | And Then There Was You                         | Abigail      |                         |
| 2015 | Megjött apuci!   | Daddy's Home                                   | Megan Mayron | Dolmány-Bogdányi Korina |
| 2017 | Megjött apuci 2. | Daddy's Home 2                                 | Megan Mayron | Dolmány-Bogdányi Korina |
| 2017 | A Grincs         | The Grinch                                     | Izzy (hang)  | Borsi Boglárka          |
| 2023 |                  | Le Jeune Ahmed: La Francophonie Aux Etats-Unis | Gabriella    |                         |

### Televíziós szerepek
| Év              | Magyar cím                    | Eredeti cím                                  | Szerep                         | Megjegyzések                                     |
| --------------- | ----------------------------- | -------------------------------------------- | ------------------------------ | ------------------------------------------------ |
| 2013            |                               | Redeeming Dave                               | aranyos lány                   | 1 epizód                                         |
| 2015            |                               | The Massively Mixed-Up Middle School Mystery | Mendoza fiatalon               | tévéfilm                                         |
| 2018–2021       | Lucifer az Újvilágban         | Lucifer                                      | Beatrice "Trixie" Espinoza     | főszereplő magyar hangja Gyarmati Laura          |
| 2017–2021       | Ha kekszet adsz egy egérnek   | If You Give a Mouse a Cookie                 | Esme Louise (hang)             | mellékszereplő magyar hangja Boldog Emese        |
| 2019–2021, 2024 | Kikiwaka tábor                | Bunk'd                                       | Gwen                           | főszereplő magyar hangja Engel-Iván Lili         |
| 2020            | Raven otthona                 | Raven's Home                                 | Gwen                           | 1 epizód magyar hangja Engel-Iván Lili           |
| 2021            | Karácsony… már megint?        | Christmas…Again?!                            | Rowena "Ro" Clybourne          | tévéfilm magyar hangja Engel-Iván Lili           |
| 2022            | Ultraibolya és Fekete Skorpió | Ultra Violet & Black Scorpion                | Violet Rodriguez / Ultraibolya | főszereplő magyar hangja Engel-Iván Lili         |
| 2023            | Harmatcsepp naplók            | Dew Drop Diaries                             | Éden Lily (hangja)             | főszereplő magyar hangja Dolmány-Bogdányi Korina |
| 2024            | A Lármás család               | The Loud House                               | Kara (hangja)                  | 1 epizód                                         |